# Evelyn Evelyn

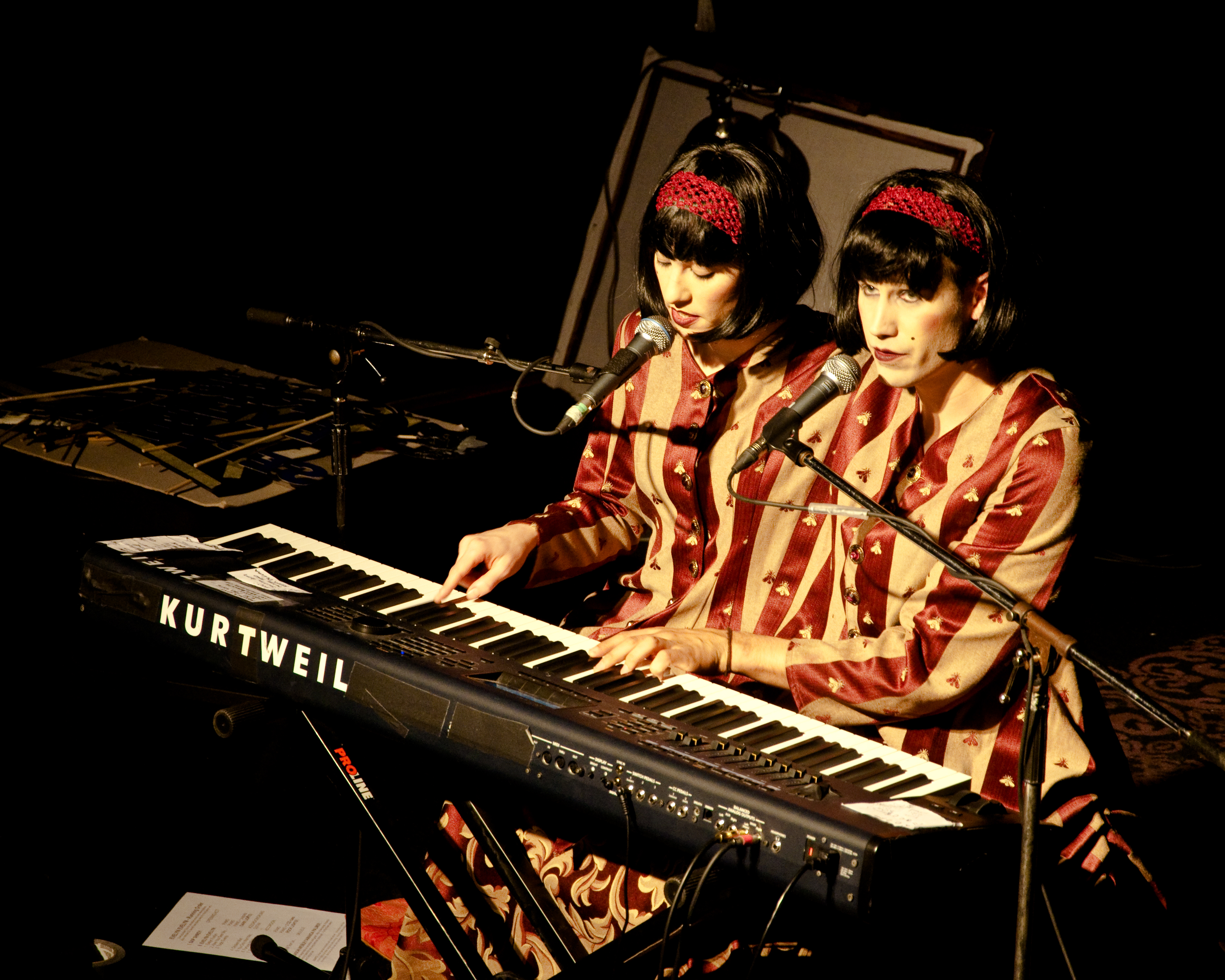
Evelyn Evelyn en vivo

Evelyn Evelyn es un dúo musical formado por Amanda Palmer de The Dresden Dolls y Jason Webley. Según la historia descrita por Palmer y Webley, el dúo consiste en dos gemelas siamesas llamadas Evelyn y Evelyn Neville, también conocidas como "Eva" y "Lyn", que fueron descubiertas por Palmer y Webley en el 2007. Las gemelas son interpretadas por ellos, vestidos con atuendos unidos entre sí.

## Discografía
En el 2007, la banda lanzó un vinilo de 3 canciones y un CD de 6 titulado Elephant Elephant, que fue publicado en una edición limitada de 1,111 copias en el sello de Jason (11 records); se vendió rápidamente. También contenía la historia de Amanda y Jason sobre cómo conocieron a las Evelyns, tanto como el proceso de grabado del vinilo y un sticker del elefante de dos cabezas, Bimba & Kimba. 
Un álbum completo fue lanzado el 30 de marzo del 2010, y fue seguido de una gira mundial.

### Álbumes
- Evelyn Evelyn (2010)

### EP
- Elephant Elephant (2007)